# Микогетеротрофия

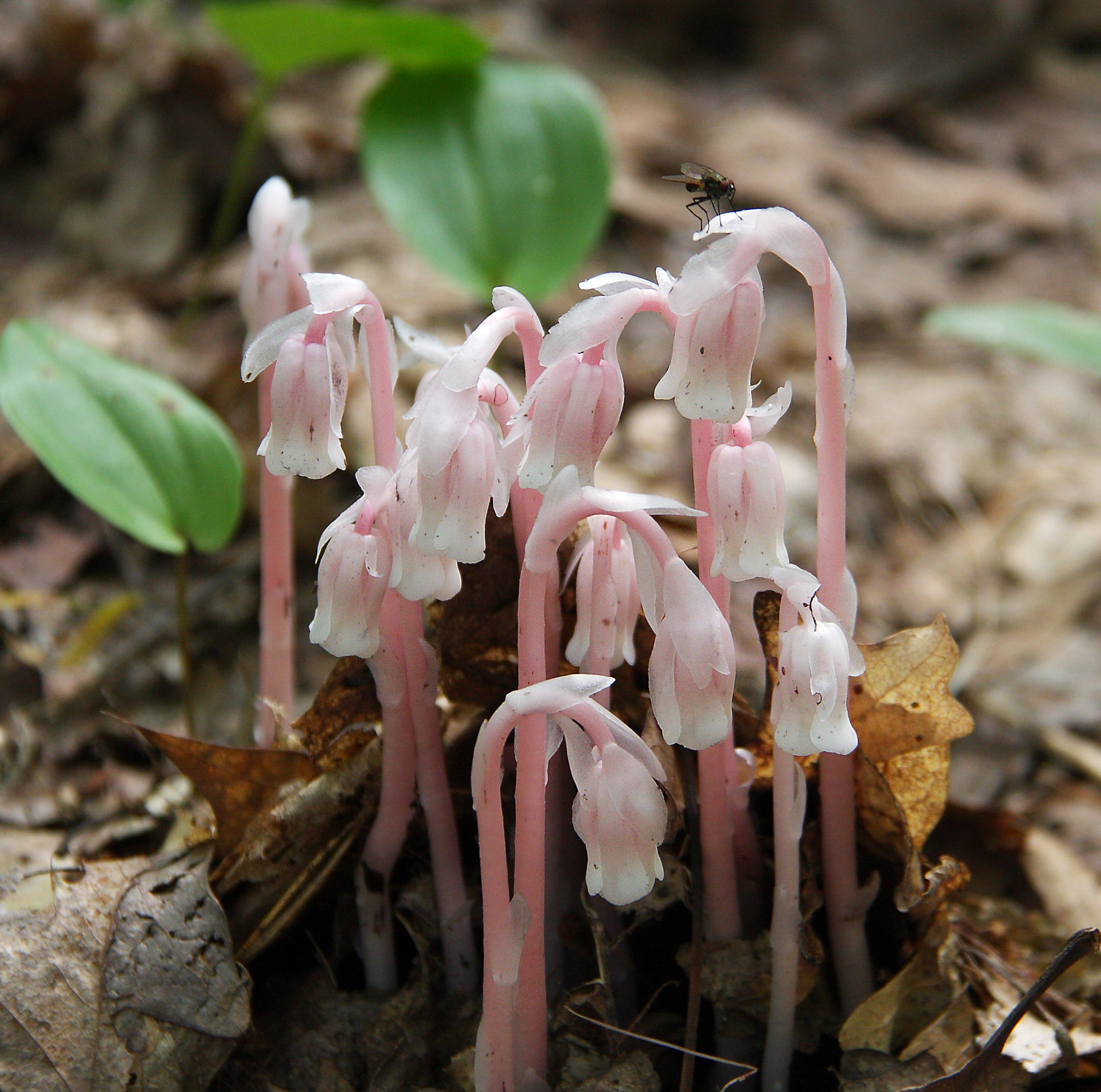
Подъельник одноцветковый (Monotropa uniflora) — облигатный микогетеротроф, паразитирующий на грибах семейства Сыроежковые (Russulaceae)

Микогетеротро́фия (от др.-греч. μυκός — гриб, ἕτερος — разный и τροφή — питание) — симбиотические отношения, имеющие место между некоторыми видами растений и грибов, при которых растения получают часть или все необходимые питательные вещества не через фотосинтез, а паразитируя на грибе. Паразитическое растение, участвующее в таких отношениях, называется микогетеротрофом. Микогетеротрофия рассматривается как обманные отношения, а микогетеротрофов иногда называют «микоризными обманщиками». Иногда такие отношения называют микотрофией, хотя этот термин также используется для обозначения мутуалистических микоризных отношений.

## Отношения между микогетеротрофом и грибом-хозяином

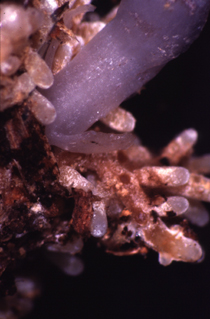
Корни микогетеротрофа подъельника одноцветкового с мицелием Russula brevipes

Полная, или облигатная, микогетеротрофия имеет место тогда, когда нефотосинтезирующее растение (растение, лишённое или хлорофилла, или функциональной фотосистемы) получает все необходимые питательные вещества от гриба, на котором паразитирует. О частичной, или факультативной, микогетеротрофии говорят тогда, когда растение способно к фотосинтезу, однако паразитирует на грибе как на дополнительном источнике питательных веществ. Существуют растения (например, некоторые виды орхидных), которые не фотосинтезируют и являются облигатными микогетеротрофами на некотором этапе своего жизненного цикла, а в остальное время способны фотосинтезировать и являются факультативными микогетеротрофами или не используют микогетеротрофию вообще. Не все нефотосинтезирующие, или бесхлорофилльные растения являются микогетеротрофами: например, повилика паразитирует непосредственно на проводящих тканях других растений.
В прошлом ошибочно полагали, что некоторые растения могут получать питательные вещества, разлагая органические вещества, подобно сапротрофным грибам. Такие растения называли сапрофитами. Сейчас известно, что ни одно растение не способно непосредственно разрушать органические соединения, и нефотосинтезирующие растения получают необходимые питательные вещества через паразитизм: микогетеротрофию или непосредственный паразитизм на других растениях.
При микогетеротрофии у гриба и растения контактируют мицелий и корни соответственно. В этом отношении микогетеротрофия очень похожа на микоризу (в самом деле, считается, что микогетеротрофия произошла от микоризы), однако при микогетеротрофии углеродные соединения переносятся от гриба к растению, а не наоборот, как при микоризе.
Большую часть микогетеротрофов можно рассматривать как эпипаразитов, поскольку они получают энергию от грибов, которые, в свою очередь, получают её от сосудистых растений. Действительно, чаще всего микогетеротрофия существует в контексте микоризной сети, в которой растения используют микоризные грибы для обмена углеродом и питательными веществами с другими растениями. В этих системах микогетеротрофы играют роль «микоризных обманщиков», поскольку они забирают углерод из общей системы и ничего не отдают взамен.
В соответствии с более ранними наблюдениями, современные исследования показали, что некоторые микогетеротрофные орхидные имеют поддержку в лице сапротрофных грибов, в частности, разлагающих древесину и различные отходы. Кроме того, некоторые виды растений, эволюционно близкие к микогетеротрофным видам, демонстрируют частичную микогетеротрофию: они могут получать углерод не только из фотосинтеза, но и от микоризного гриба.

## Виды, участвующие в микогетеротрофии

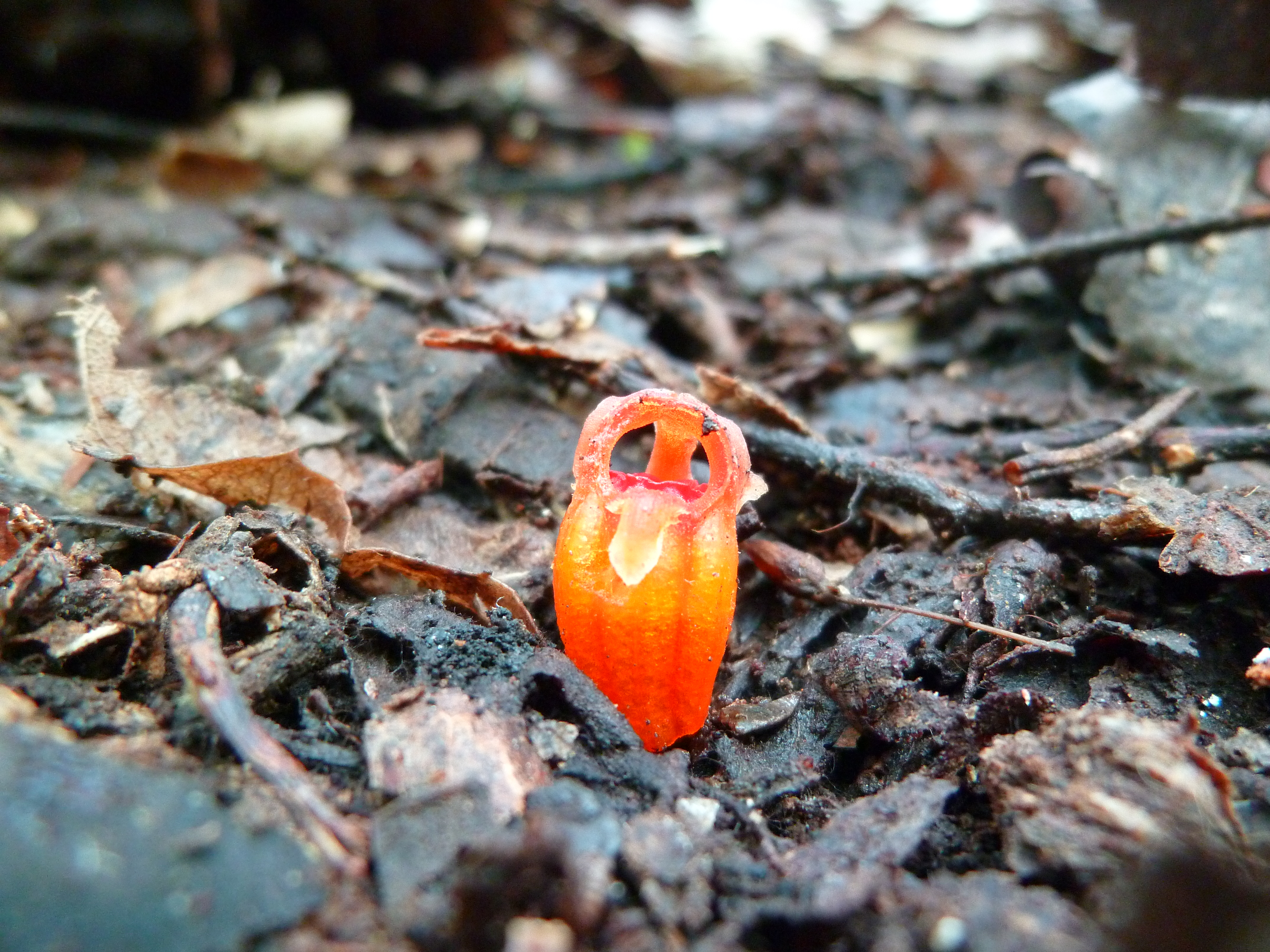
Thismia rodwayi, также известный как «волшебный фонарик»

Микогетеротрофные виды обнаружены среди ряда групп растений. Все члены подсемейства Вертляницевые (Monotropoideae) семейства Вересковые (Ericaceae), а также нефотосинтезирующие Орхидные (Orchidaceae) являются полными микогетеротрофами, как и нефотосинтезирующий печёночный мох Cryptothallus. Частичная микогетеротрофия — обычное явление для видов семейства Горечавковые (Gentianaceae), причём некоторые роды этого семейства, такие как Voyria, являются полными микогетеротрофами. Некоторые папоротники и плауны имеют микогетеротрофные гаметофиты. Грибы, на которых паразитируют микогетеротрофы, как правило, имеют интенсивный энергообмен и обычно образуют микоризу (эндомикоризу, эктомикоризу или орхидную микоризу), хотя некоторые из них являются паразитами с интенсивно ветвящимся мицелием, например, опята. Огромное разнообразие неродственных групп растений, имеющих микогетеротрофных представителей, а также разнообразие грибов, становящихся жертвами микогетеротрофами, говорит о множественных случаях параллельной эволюции микогетеротрофов от микоризных предков.